# نیسان اکسترا

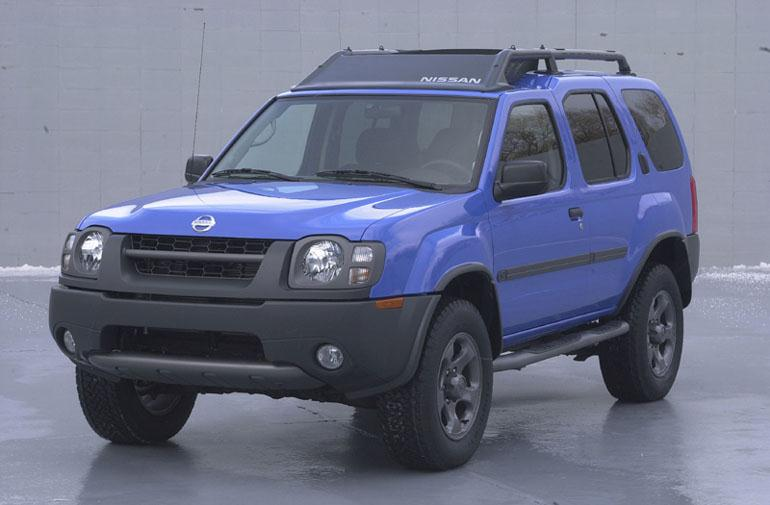

نیسان اکسترا (Nissan Xterra) خودرویی است که از سال ۲۰۰۰–کنون در ایالات متحده آمریکا و برزیل تولید شده‌است. این خودرو از جمله SUVهای ساخته شده بر روی پلت فرم F-Alpha نیسان است. این خودرو بر اساس خودرویی که Frontier نام داشت تولید می‌شد. نام این خودرو از سری مسابقات سه‌گانه آف رود Xterra که تا سال ۲۰۰۶ توسط نیسان حمایت مالی می‌شد، گرفته شده‌است.
این خودرو در کلاس کامپکت اس‌یووی قرار گرفته، طراحی آن موتور جلو، توزیع نیروی پیشران، خودرو چهار چرخ محرک بوده‌است.